# Take 4
„Take 4“ je první EP britského multiinstrumentalisty Mika Oldfielda. EP vyšlo na konci roku 1978 (viz 1978 v hudbě), v britské hudební hitparádě dosáhlo 72. místa.
Na EP „Take 4“ se nachází 4 krátké instrumentální skladby. Pouze jedna z nich („Wrekorder Wrondo“) je však na této desce vydána poprvé. Ostatní již byly předtím zveřejněny na jiných Oldfieldových singlech či albech.

## Seznam skladeb
1. „Portsmouth“ (tradicionál, úprava Oldfield) – 2:04
2. „In Dulci Jubilo“ (Pearsall, úprava Oldfield) – 2:51
3. „Wrekorder Wrondo“ (Susato) – 2:31
4. „The Sailor's Hornpipe“ (lidová, úprava Oldfield) – 1:36